# Biakvlagstaartijsvogel
De biakvlagstaartijsvogel (Tanysiptera riedelii) is een ijsvogelsoort die endemisch is op de eilanden Biak en Supiori (Papoea, Indonesië). De vogel werd in 1866 door Jules Verreaux beschreven en vernoemd naar de heer J.G.F. Riedel, assistentresident op Celebes die de vogel opstuurde.

## Beschrijving
De biakvlagstaartijsvogel lijkt sterk op de (gewone) vlagstaartijsvogel (T. galatea) en werd in de vorige eeuw ook wel opgevat als een ondersoort. De vlagstaartijsvogel is 36 tot 38 cm lang (inclusief staart). De vogel heeft een lange witte staart, witte borst en buik en is blauw van boven. De biakvlagstaartijsvogel heeft een lichtblauwe kruin en dit lichtblauw loopt door tot op de rug, waardoor hij verschilt van de gewone vlagstaartijsvogel.

## Verspreiding en leefgebied
De biakvlagstaartijsvogel komt alleen voor op Biak en Supiori. Het leefgebied is mogelijk beperkt tot ongerept regenwoud met grote, hoge bomen maar er zijn ook waarnemingen in secondair en uitgekapt bos tot zeker 300 m (mogelijk 600 m) boven de zeespiegel. Dit type leefgebied wordt sinds 2004 bedreigd door houtkap en de omzetting van ongerepte vegetatie in land voor agrarisch gebruik.

## Status
De biakvlagstaartijsvogel heeft een zeer klein verspreidingsgebied in en daardoor alleen al is er kans op uitsterven. De grootte van de populatie is niet gekwantificeerd, maar de aantasting van een aanzienlijk deel van het leefgebied is evident, hoewel op Biak een bosreservaat van 110 km² is ingesteld waar de biakvlagstaartijsvogel aanwezig is. Toch staat deze vlagstaartijsvogel als gevoelig op de Rode Lijst van de IUCN.